# 交響曲第4番 (アイヴズ)
交響曲第4番は、チャールズ・アイヴズが1910年から1916年にかけて作曲した交響曲。讃美歌『夜を守る友よ』や『きたのはてなる』などを用いている。演奏時間は約30分。

## 作曲経緯
第3楽章はイェール大学在学中の1890年代に原曲が書かれたが、その時には師であるホレイショ・パーカーでさえジョークと思い込んだという。その後第1楽章を1910年8月から1911年9月にかけて作曲した後、ピアノソナタ第2番「マサチューセッツ州コンコード、1840年 - 60年」の2楽章「ホーソーン」の一部を第2楽章に編曲した。その後第4楽章が1914年の夏に書かれ、1916年に全曲が完成した。
1927年1月29日にニューヨークタウンホールで第1、2楽章がユージン・グーセンス指揮により初演された後、1965年4月26日にレオポルド・ストコフスキー指揮アメリカ交響楽団により全曲が初演された。なおこの曲は大編成なうえに技術的に高度な部分を要する箇所があるため、ロックフェラー財団が8000ドルの資金援助をしたという。
ジョン・カークパトリックが1965年に発表した整理後のスコアが一般に流布されているが、2011年にチャールズ・アイヴズ協会（Charles Ives Society）が原典版と新しい実用版を発表し、アイヴズの自筆譜と併せて出版された。

## 楽器編成
- 1965年カークパトリック校訂版[2]

ピッコロ2、フルート3、オーボエ2、クラリネット（B♭管）3、ファゴット3、【オプション…アルトサクソフォーン（E♭管）、テノールサクソフォーン（B♭管）、バリトンサクソフォーン（E♭管）】、ホルン4（C管、一部F管）、コルネット2（C管、一部B♭管）、トランペット6（C管、一部B♭管）、トロンボーン3、チューバ、オーケストラピアノ（連弾）、独奏ピアノ、四分音ピアノ、チェレスタ、オルガン、エーテル・オルガン、ティンパニ、小太鼓、軍楽太鼓、トムトム（インディアンドラム）、大太鼓、トライアングル、シンバル、チューブラーベル2、ゴング2、バッテリーユニット（小太鼓、中太鼓、大太鼓、小ティンパニ、シンバル、ゴング）、混声合唱、舞台裏の合唱、独奏ヴァイオリン5、独奏ヴィオラ（またはA管クラリネット）、独奏ハープ2、弦六部
なお、アイヴズの指示した「エーテル・オルガン」はテルミンのことと推定されてきたが、その後の研究により同じくレフ・テルミンの開発した「鍵盤ハーモニウム」(Keyboard Harmonium)を指すことが明らかになっている。しかし、この楽器は1910年代では普及しておらず、作曲年代とずれが生じるためアイヴズお得意の後日の改訂ではないかといわれる。2011年の実用版では似た性能の音色の可能なオンド・マルトノの使用を推奨している。

## 楽曲構成
第1楽章 Prelude. Maestoso ニ長調 6/4拍子 → 8/6拍子
独奏ピアノ、チェロ、コントラバスにより主題が提示された後、フルート、ハープ、独奏ヴァイオリンに讃美歌「主よみもとに」を基にした旋律が現れ、独奏ピアノ、弦楽器がこれに追従する。5小節目では讃美歌「はるかにあおぎみる」を基にした主題も加わり、これらの主題が複雑に絡み合いながら変形を経て様々な楽器が現れるが、合唱が「夜を守る友よ」を歌い始めてからは管弦楽は伴奏に回る。
第2楽章 Comedy. Allegretto - Largo - Allegro
弱奏と強奏が繰り返される楽章で、2人の指揮者を要する。曲はトゥッティによるピアノピアニッシモで開始されるが、コントラバスのみがフォルテッシモで上行音型を奏している。フォルテフォルテッシモの一打により弱音が破られると、すぐに弦と独奏ピアノを基調としたラルゴ部となる。「埴生の宿」や、讃美歌「神共にいまして」後半の「また会う日まで」の旋律が、それぞれヴァイオリンと管弦楽で引用されている。その後ワシントン・ポスト、はるかにあおぎみる、ジョージア行進曲、藁の中の七面鳥、草競馬、モーツァルトのクラリネット五重奏曲、自作の交響曲第3番第2楽章に登場した「ウェールズの戦いの歌」などが引用されたフォルテッシモのアレグロ部に移行する。
第3楽章 Fugue. Andante Moderato ハ長調 4/2拍子
チェロが「きたのはてなる」の冒頭の旋律を奏し、ヴィオラ、ホルン（トロンボーン）がこれに応じる。やがて「あまつみつかいよ」の最後の小節と第1主題を絡めた第2部に移行する。その後はフーガを離れた対位法的な展開になり、「きたのはてなる」の後半を主題とする。
第4楽章 Finale. Largo maestoso
打楽器を伴い、コントラバスに「主よみもとに」の後半の主題が現れる。打楽器のテンポはオーケストラから独立している。楽章全体を費やして管弦楽は徐々に幅と厚みを増していき、その頂点における「主よみもとに」の明瞭な提示まで上り詰めていく。最後には非常に静謐な音集合にまとめられ、ニ調のまま終止する。